# 新潟県立荒川高等学校
新潟県立荒川高等学校（にいがたけんりつあらかわこうとうがっこう）は、新潟県村上市坂町に所在する県立高等学校。

## 沿革
- 1948年8月 新潟県立村上高等学校定時制保内分校として開校。
- 1974年4月1日 全日制へ移行、荒川分校と改称。
- 1982年11月1日 新潟県立荒川高等学校開校準備室を県庁内に設置。
- 1983年2月18日 管理棟・普通教室棟竣工。
- 1983年3月3日 荒川分校卒業式・閉校式挙行（卒業生総計1,051名）。
- 1983年4月1日 新潟県立荒川高等学校として、1年5学級・2・3年2学級（分校より移籍）で開校。
- 1983年11月2日 開校式挙行、校旗樹立。
- 2001年4月1日 単位制へ改組。

## 校歌
- 『新潟県立荒川高等学校校歌』（作詞：中村千榮子・作曲：久住和麿）[1]

## 交通アクセス
- JR羽越本線 坂町駅より徒歩約15分